# Канбан (разработка)
Канбан (от яп. 看板 «рекламный щит, вывеска») — метод управления разработкой, реализующий принцип «точно в срок» и способствующий равномерному распределению нагрузки между работниками. При данном подходе весь процесс разработки прозрачен для всех членов команды. Задачи по мере поступления заносятся в отдельный список, откуда каждый разработчик может извлечь требуемую задачу.
Канбан — наглядная система разработки, показывающая, что необходимо создать, когда и сколько. Метод основан на одноименном методе в производственной системе «Тойоты» и бережливом производстве.

## Основные принципы
Канбан основан на четырёх основных принципах:
- Базирование на существующих методах разработки. Канбан начинается с существующих методов разработки и стимулирует в них повышающие эффективность разработки изменения.
- Предварительная договорённость о проведении важных изменений. Команда разработчиков должна учитывать, что постоянные изменения — это способ улучшить существующий процесс разработки, однако проведение глобальных перемен имеет большой риск. Канбан поощряет небольшие и эволюционные изменения.
- Уважение к существующему порядку, ролям и обязанностям.
- Поощрение инициативы. Приветствуются проявления инициативы каждого разработчика.